# Holoassy Lins de Albuquerque

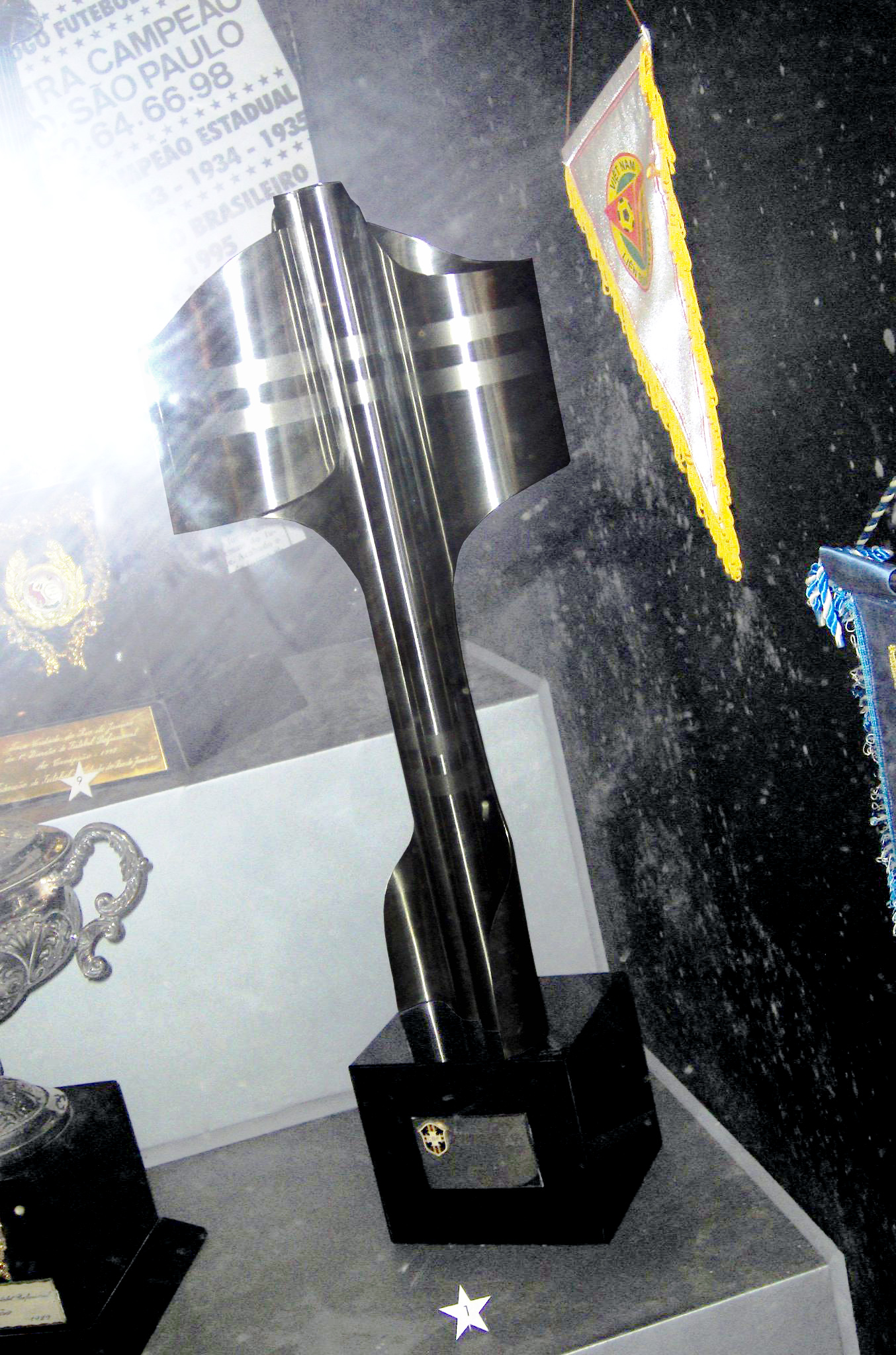
Fotografia da Taça Brasil da CBF de 1995, escultura do artista.

Holoassy Lins de Albuquerque (Rio de Janeiro, 19 de outubro de 1938) é um artista plástico contemporâneo brasileiro autodidata com milhares de obras já produzidas, entre desenhos, gravuras, pinturas e esculturas.
Ao longo de sua vida Holoassy participou de exposições e feiras no Brasil e no exterior, incluindo uma coletiva no Lioness Paris Club Tour Eiffel, em Paris, França e a Artexpo New York, a maior feira de artes plásticas do mundo.
Entre as obras mais conhecidas de Holoassy encontram-se as antigas esculturas-troféus da Copa do Brasil e do Campeonato Brasileiro de Futebol.

## Resumo biográfico
Nascido e criado no Rio de Janeiro, Holoassy nunca planejou ser artista plástico. Formou-se em Direito e trabalhou como jornalista no jornal Diário Carioca e como publicitário no Correio da Manhã e O Pasquim. Aos 20 anos de idade fez um retiro para meditar sobre o que deveria fazer com sua vida. Após um profundo mergulho em si mesmo, conta que emergiu certo de que a arte era o caminho a seguir. O fechamento do jornal O Pasquim, onde trabalhava como publicitário, pela ditadura militar em novembro de 1970, o empurrou a buscar a arte como forma de sobrevivência imediata. Holoassy dedica-se exclusivamente à arte desde então.
Eram suas as obras de arte do personagem Juca Pitanga, um artista plástico interpretado por Tarcísio Meira na telenovela Coração Alado da Rede Globo de Televisão em 1980.
Holoassy foi o criador do conceito de presentear campeões esportivos com obras de arte ao invés de troféus padronizados. Comissionado pela Confederação Brasileira de Futebol (CBF), criou as esculturas-troféus da Copa do Brasil entre 1994 e 2001 e do Campeonato Brasileiro entre 1993 e 2013, exceto em 2000 quando foi utilizado um troféu diferente. É o criador do troféu entregue pelo governo do Estado do Rio de janeiro ao Clube de Regatas do Flamengo no final de 2007, em homenagem ao então reivindicado "pentacampeonato brasileiro" do time carioca. Produziu também esculturas-troféus para o Itanhangá Golf Club do Rio de Janeiro e prêmios e homenagens a Escolas de Samba.
Troféus são, no entanto, apesar de bastante visíveis ao grande público através da mídia, uma parte bem pequena de sua produção artística total, composta de milhares de obras. O web site do artista lista mais de 150 exemplares recentes.

## Espiritualidade
Holoassy escreveu dois livros sobre suas experiências espirituais (O Olho Místico e O Viajante Espiritual) e um sobre o ato de criar (Atos da Criação).